# Список міністрів молоді та спорту України
Список персон, які керували Міністерством України у справах молоді та спорту, Міністерством України у справах сім'ї та молоді, Міністерством України у справах сім'ї, дітей та молоді і Міністерством України у справах сім'ї, молоді та спорту з 1991 року.

## Міністр України у справах молоді та спорту
| № | Час повноважень                | Портрет        | Ім'я                     |
| 1 | 6 червня 1991 — 20 серпня 1996 | Валерій Борзов | Борзов Валерій Пилипович |

## Міністри України у справах сім'ї та молоді
| № | Час повноважень                  | Портрет | Ім'я                        |
| 1 | вересень 1996 — серпень 1997     |         | Станік Сюзанна Романівна    |
| 2 | 21 серпня 1997 — 22 березня 1999 |         | Довженко Валентина Іванівна |

## Міністри України у справах сім'ї, дітей та молоді
| № | Час повноважень                | Портрет       | Ім'я                        |
| 1 | 6 лютого 2004 — 3 лютого 2005  |               | Довженко Валентина Іванівна |
| 2 | 4 лютого 2005 — 26 лютого 2005 | Юрій Павленко | Павленко Юрій Олексійович   |

## Міністр України у справах молоді та спорту
| № | Час повноважень                 | Портрет       | Ім'я                      |
| 1 | 26 лютого 2005 — 18 серпня 2005 | Юрій Павленко | Павленко Юрій Олексійович |

## Міністри України у справах сім'ї, молоді та спорту
| № | Час повноважень                    | Портрет          | Ім'я                      |
| 1 | 18 серпня 2005 — 29 листопада 2006 | Юрій Павленко    | Павленко Юрій Олексійович |
| 2 | 1 грудня 2006 — 18 грудня 2007     | Віктор Корж      | Корж Віктор Петрович      |
| 3 | 19 грудня 2007 — 11 березня 2010   | Юрій Павленко    | Павленко Юрій Олексійович |
| 4 | 11 березня 2010 — 9 грудня 2010    | Равіль Сафіуллін | Сафіуллін Равіль Сафович  |

## Міністр освіти і науки, молоді та спорту України
| № | Час повноважень                | Портрет         | Ім'я                          |
| 1 | 9 грудня 2010 — 28 лютого 2013 | Дмитро Табачник | Табачник Дмитро Володимирович |

## Міністри молоді та спорту України
| № | Час повноважень                 | Портрет          | Ім'я                      |
| 1 | 28 лютого 2013 — 27 лютого 2014 | Равіль Сафіуллін | Сафіуллін Равіль Сафович  |
| 2 | 27 лютого 2014 — 2 грудня 2014  | Дмитро Булатов   | Булатов Дмитро Сергійович |
| 3 | 2 грудня 2014 — 29 серпня 2019  | Ігор Жданов      | Жданов Ігор Олександрович |

## Міністр культури, молоді та спорту України
| № | Час повноважень                 | Портрет                | Ім'я                                 |
| 1 | 2 вересня 2019 — 4 березня 2020 | Володимир Бородянський | Бородянський Володимир Володимирович |

## Міністри молоді та спорту України
| №       | Час повноважень                   | Портрет       | Ім'я                     |
| 1       | 4 березня 2020 — 9 листопада 2023 | Вадим Гутцайт | Гутцайт Вадим Маркович   |
| (в. о.) | 9 листопада 2023 — 4 вересня 2024 | Матвій Бідний | Бідний Матвій Вікторович |
| 2       | з 5 вересня 2024                  | Матвій Бідний | Бідний Матвій Вікторович |